# Батпенов, Нурлан Джумагулович
Нурлан Джумагулович Батпенов (каз. Нұрлан Жұмағұлұлы Бәтпенов; 29 августа 1949, Молотовский район, Акмолинская область, Казахская ССР — 15 июля 2020) — казахстанский учёный, врач травматолог-ортопед высшей квалификационной категории, доктор медицинских наук (1997), профессор, академик НАН РК.
Заслуженный деятель Казахстана, лауреат Государственной премии Республики Казахстан в области науки и техники имени аль-Фараби (2015).
Основатель и первый директор Научно-исследовательского института травматологии и ортопедии Министерства здравоохранения и социального развития РК (с 2001) и президент Казахстанской Ассоциации травматологов-ортопедов.

## Биография
Родился 29 августа 1949 года в селе Балкашино Молотовского района.
В 1952 году вместе с родителями переехал в г. Акколь. Окончил Аккольскую среднюю школу № 2.
В 1972 году окончил Целиноградский государственный медицинский институт. После окончания института работал врачом-ординатором травматолого-ортопедического отделения областной клинической больницы, г. Целиноград.
Защитил кандидатскую диссертацию в аспирантуре Центрального института травматологии и ортопедии имени Н. Н. Приорова в Москве, тема диссертации: «Лечение больных с диафизарными и метафизарными переломами плеча и предплечья при множественной и сочетанной травме» под руководством заслуженного деятеля науки РСФСР, д.м.н., профессора А. В. Каплана.
В 1996 году защитил учёную степень доктора медицинских наук, тема диссертации: «Разработка системы лечения и создание условий стойкой ремиссии у больных деформирующим артрозом крупных суставов».
С 1972 по 1976 годы — врач-ординатор травматолого-ортопедического отделения областной клинической больницы г. Целинограда.
С 1976 по 1991 годы — ассистент кафедры травматологии и ортопедии и ВПХ Целиноградского государственного медицинского института.
С 1991 по 1998 годы — проректор по экономическим вопросам Акмолинской медицинской академии.
С 1998 по 2001 годы — первый проректор по учебной и экономической работе Акмолинской медицинской академии, заведующий кафедрой восстановительной травматологии, ортопедии и ВПХ с курсом ВК и ЛФК.
С 9 февраля 2001 года — директор РГП на ПХВ «Научно-исследовательский институт травматологии ортопедии Министерства здравоохранения Республики Казахстан».
С 2002 года — основатель и главный редактор журнала «Травматология және ортопедия» и член Международного общества нейрохирургической ортопедии и травматологии (SICOT).
Скончался 15 июля 2020 года в Астане. Похоронен на городском кладбище Астаны (мусульманская часть кладбища).

## Награды и звания
почётные звания
- Заслуженный деятель Казахстана за большой вклад в развитие медицинской науки в здравоохранении.
- Государственная премия Республики Казахстан имени аль-Фараби в области науки и техники за работу на тему «Разработка и внедрение инновационных технологий в хирургии тазобедренного сустава с применением эндопротезирования» (2015 года)[3][4][5]
- Нагрудный знак «Отличник здравоохранения Республики Казахстан»
- Нагрудный знак «За вклад в развитие здравоохранения Республики Казахстан»
- Нагрудный знак «Почётный работник образования Республики Казахстан»
- Нагрудный знак «Отличник образования Республики Казахстан»
- Нагрудный знак «За заслуги в развитии науки Республики Казахстан»
- Почётный гражданин Аккольского района (2015 года).

государственные ордены и медали
- Орден Парасат (15 декабря 2015 года) за заслуги в развитии здравоохранения, медицинской науки и многолетнюю добросовестную работу.
- Орден Курмет (15 декабря 2011 года)[6][7]
- Медаль «За трудовое отличие» (Казахстан)
- Медаль «10 лет независимости Республики Казахстан» (2001)
- Медаль «10 лет Астане» (2008)
- Медаль «20 лет независимости Республики Казахстан» (2011)
- Медаль «25 лет независимости Республики Казахстан» (2016)
- Медаль «Белсенді қызметі үшін» от партии «Нур Отан»
- Бронзовая медаль ВДНХ
- Нагрудный знак «Изобретатель СССР»
- Обладатель высшей награды Республиканского общественного объединения «Национальная Медицинская Ассоциация» нагрудного знака «Алтын Дәрігер» и др.[8]

## Научные, литературные труды
С 1995 года Нурлан Батпенов установил и продолжает активно поддерживать научные и творческие контакты с клиниками ближнего и дальнего зарубежья. Профессор Батпенов является членом Международного хирургического общества ортопедов-травматологов (SICOT).
Имеет более 770 печатных работ, в том числе 12 монографий, каталог «Система тотального эндопротезирования тазобедренного сустава» на трёх языках, 32 учебно-методических пособия, практические руководства, более 60 авторских свидетельств и патентов. Под его руководством защищено 6 докторских и 20 кандидатских диссертаций.
Профессор Батпенов разработал новую модель эндопротеза тазобедренного сустава «Kaз НИИТО», модель Н. Батпенова, которая выпускается в Германии и активно применяется в НИИТО и медицинских организациях страны.

## Память
3 ноября 2022 года в Астане состоялось открытие памятного бюста Нурлану Джумагуловичу Батпенову.